# Caimancito
Caimancito är en ort i Argentina.   Den ligger i provinsen Jujuy, i den norra delen av landet, 1 400 km norr om huvudstaden Buenos Aires. Caimancito ligger 375 meter över havet och antalet invånare är 5 403.
Terrängen runt Caimancito är platt åt sydost, men åt nordväst är den kuperad. Närmaste större samhälle är Yuto, 16,4 km nordost om Caimancito.
I omgivningarna runt Caimancito växer i huvudsak lövfällande lövskog. Runt Caimancito är det glesbefolkat, med 12 invånare per kvadratkilometer.